# Red Ventures
Red Ventures — американська медіакомпанія, яка володіє та керує такими брендами, як Lonely Planet, The Points Guy, Healthline та Bankrate. Red Ventures зосереджується на новинах, порадах та оглядових вебсайтах. Штаб-квартира компанії розташована в Індіан-Ленд, Південна Кароліна, передмісті Шарлотта, Північна Кароліна.

## Історія
Red Ventures була заснована як Red F 29 вересня 1999 року у Форт-Мілл, Південна Кароліна, Ріком Еліасом і Даном Фельдштейном. У 2003 році компанія почала працювати під назвою Red Ventures, стартувавши з DIRECTV (бренд DirectstarTV). У 2008 році вона придбала Modern Consumer. У 2010 році інвестиційну частку в компанії отримала General Atlantic, а її керівний директор Антон Леві увійшов до ради директорів. У 2012 році Red Ventures придбала homeinsurance.com, разом із супутнім офісом у Вілмінгтоні, Північна Кароліна.
У 2015 році компанія отримала інвестицію в розмірі $250 мільйонів від Silver Lake. Того ж року вона подвоїла розмір своєї штаб-квартири та купила поштову компанію Imagitas у Pitney Bowes за $310 мільйонів. Придбання було зумовлене, зокрема, 10-річним ексклюзивним партнерством Imagitas з USPS для здійснення офіційного процесу зміни адреси, яким щороку користувалися близько 40 мільйонів осіб.
У 2016 році Red Ventures придбала Soda.com. У 2017 році вона купила кілька компаній, зокрема Choose Energy, Allconnect та Bankrate, Inc. (разом із The Points Guy). Bankrate було придбано за $1,24 мільярда готівкою в угоді, оголошеній 3 липня 2017 року. У 2019 році компанія придбала HigherEducation.com і Healthline.
До 2020 року Red Ventures перетворилася на міжнародну компанію з понад 100 брендами, 3000 працівників та офісами у Великій Британії та Бразилії. 14 вересня 2020 року вона домовилася про купівлю CNET Media Group у ViacomCBS за $500 мільйонів, отримавши у власність такі видання, як GameSpot, Metacritic, TV Guide, Chowhound, GameFAQs, Giant Bomb, Cord Cutters News, Comic Vine і ZDNET. 1 грудня 2020 року Red Ventures придбала Lonely Planet у компанії NC2 Media (штат Теннессі) за нерозголошену суму.
У 2021 році компанія налічувала 4500 працівників і мала 751 мільйон читачів на місяць. Вона придбала Healthgrades.com у Mercury Healthcare (сума угоди не розголошена) та того ж року закрила Chowhound. У 2022 році Red Ventures продала сайти GameSpot, Metacritic, TV Guide, GameFAQs, Giant Bomb, Comic Vine і Cord Cutters компанії Fandom, Inc. Того ж року вона співпрацювала з Optum Health (UnitedHealth Group), щоб створити RVO Health.
У травні 2023 року Red Ventures погодилася виплатити уряду США $2,75 мільйона для врегулювання звинувачень викривача у порушенні Закону про неправдиві претензії, пов’язаних із недоплатою за контрактами щодо процесу зміни адреси USPS.
6 серпня 2024 року The New York Times повідомила, що Red Ventures продає CNET Media Group компанії Ziff Davis за $100 мільйонів, причому угоду планується завершити у третьому кварталі 2024 року.